# Окессон, Бруно
Йёнс Бруно Винсент Окессон (швед. Jöns Bruno Vincent Åkesson; 22 января 1887, Мальмё — 3 февраля 1971, Мальмё) — шведский борец греко-римского стиля, участник летних Олимпийских игр 1912 года.

## Биография
На летних Олимпийских играх 1912 Бруно Окессон выступил в весовой категории до 60 кг. По регламенту соревнований спортсмен, потерпевший два поражения, выбывал из дальнейшей борьбы за медали. В первом раунде соперником шведского борца стал норвежец Микаэль Хестдаль. Поединок продолжался час и завершился победой норвежца решением судей. Во втором раунде против Окессона выступил британец Альфред Тейлор, который также как и Окессон, потерпел поражение в первом круге соревнований. Поединок вновь продолжался один час, но на этот раз судьи отдали победу шведскому борцу. Несмотря на победу Окессон не смог продолжить участие в соревнованиях, отказавшись от участия в третьем раунде.

## Личная жизнь
- Был женат на Иде Катарине Юнссон. Имел трёх братьев[4].